# Otto von der Pfordten
Otto von der Pfordten (* 23. Mai 1861 in Frankfurt am Main; † 28. Februar 1918 in Brüssel) war ein deutscher Chemiker, Philosoph und Dichter.

## Leben
Otto von der Pfordten gehörte einer bayrischen Beamtenfamilie an. Sein Vater war der Jurist und Politiker Ludwig von der Pfordten. Die Mutter, Adelgunde, geborene Marx (1823–1873), war die Tochter eines Kaufmanns und Bankiers in Leipzig. Otto wuchs mit den Geschwistern Kurt (1847–1907), Hermann (1857–1933), Elisabeth und Helene (Nelly) in München auf. Der 1923 getötete Hitler-Putsch-Teilnehmer und Jurist Theodor von der Pfordten war ein Cousin.
Otto von der Pfordten legte 1877 die Abiturprüfung am Münchner Maximiliansgymnasium ab, unter anderem mit Carl Bezold, Franz von Coluzzi und Fritz Freund. Entgegen dem Studienwunsch Rechtswissenschaften studierte er anschließend Philosophie und Chemie an den Universitäten München (1877–78), Straßburg und Heidelberg (1885/86); dazwischen (1882/83) war er  Assessor der Akademie der Wissenschaften in München und promovierte 1883 im Fach Chemie zum Dr. phil. 1886 bis 1889 lehrte er als Privatdozent für Chemie an der Ludwig-Maximilians-Universität in München. 
Im Sommer 1888 erwarb er zusammen mit dem Buchhändler Edmund  Mangesldorf die Buchdruckerei Trowitzsch & Sohn, aus der er sich im August 1892 zurückzog, um mehr Zeit für seine Tätigkeit als freier Schriftsteller zu haben. Er lebte zunächst bis 1895 in Berlin, 1896 bis 1898 in Heidelberg, 1898 bis 1902 erneut in Berlin und dann in München.
Otto von der Pfordten war verheiratet mit Sabine Barbara, geborene Kirschner (*Hausen 2. März 1863). In Berlin geboren wurden die beiden Söhne Ludwig (* 1890) und Hermann (* 1893).

## Schriften
wissenschaftlich:
- Beiträge zur Kenntnis des Molybdäns und des Wolframs. Inaugurial-Dissertation an der Universität München. Keller,  Giessen 1883.
- Untersuchungen über das Titan. Dr. v. M. Du Mont-Schauberg, Straßburg 1886. (online)

literarisch:
- 1812. Schauspiel in fünf Aufzügen. Carl Winter, Heidelberg 1897. (Digitalisat)
- Michel-Angelo. Historisches Genrebild in einem Aufzug. Carl Winter, Heidelberg 1898.
- Fürst von Bismarck. Eine Gedenkrede zu seinem Tode. Carl Winter, Heidelberg 1898.
- Mohammed. Dramatisches Gedicht in fünf Aufzügen. Carl Winter, Heidelberg 1898.
- Der König von Rom. Dramatisches Gedicht in fünf Aufzügen. Carl Winter, Heidelberg 1900.
- Werden und Wesen des historischen Dramas. Carl Winter, Heidelberg 1901. (Digitalisat)
- Friedrich der Große. Historisches Drama in vier Aufzügen mit einem Nachspiel als Vorspiel. Carl Winter, Heidelberg 1902.
- Die Ohrfeige. Historisches Drama. 1903.
- Das offene Fenster. Roman. Carl Winter, Heidelberg 1902

philosophisch:
- Versuch einer Theorie von Urteil und Begriff. Carl Winter, Heidelberg 1906. (Digitalisat)
- Vorfragen der Naturphilosophie. Carl Winter, Heidelberg 1907.
- Konformismus. Eine Philosophie der normativen Werte. Carl Winter, Heidelberg 1910.
- Das Gefühl und die Pädagogik. Carl Winter, Heidelberg 1914.
- Die Minderwertigkeit der Negation. Veit & Co., Leipzig 1914.
- Ethik. Göschen, Berlin und Leipzig 1916.
- Organisation. Carl Winter, Heidelberg 1917.
- Religions-Philosophie. Göschen, Berlin u. Leipzig 1916, 1922.